# Marie Gey-Heinze

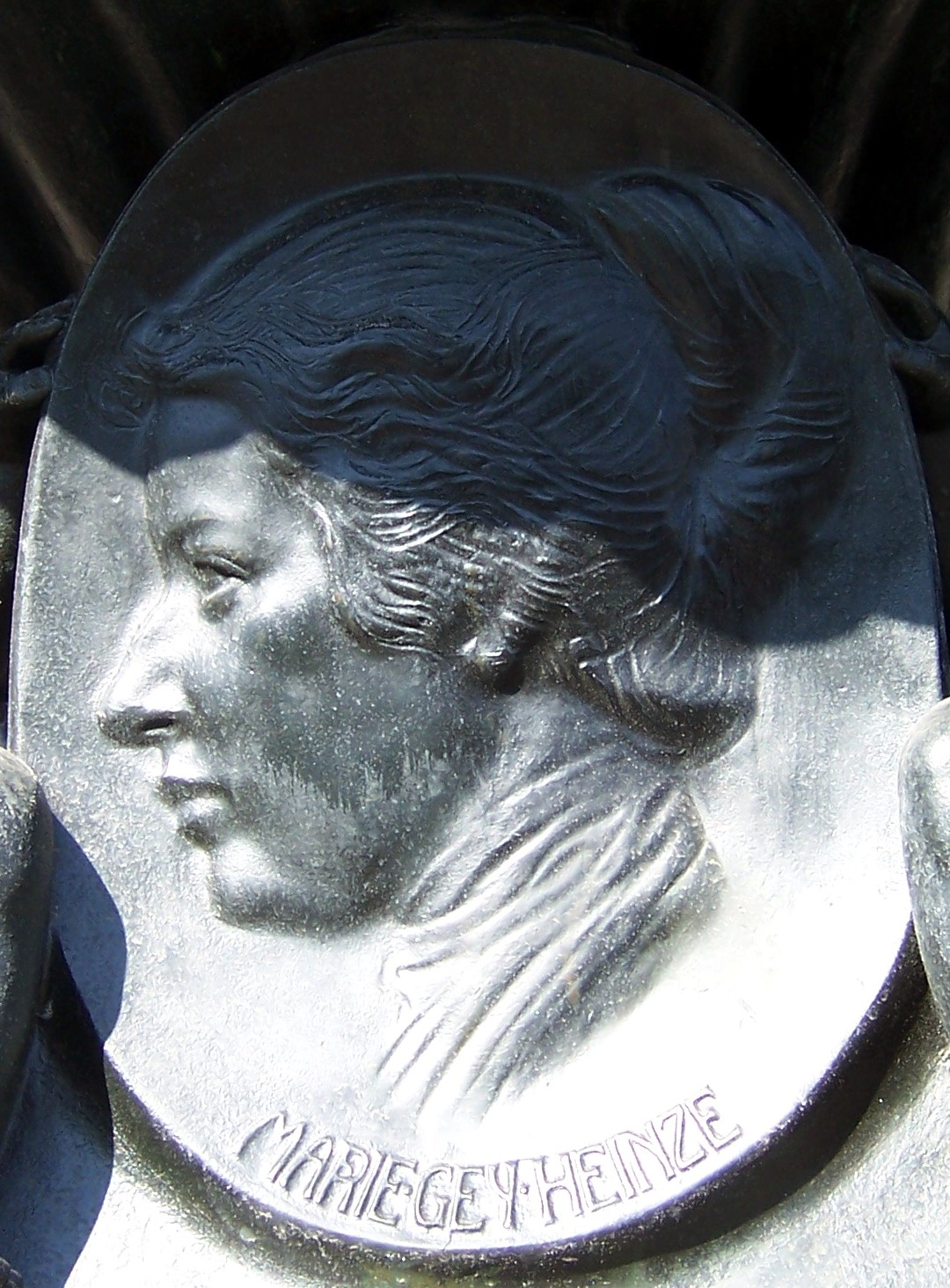
Porträt Marie Gey-Heinzes, Detail des Marie-Gey-Brunnens von Georg Wrba

Marie Caroline Gey-Heinze, geborene Gey (* 6. April 1881 in Köln; † 28. März 1908 in Oetzsch), war eine deutsche Malerin und Grafikerin.

## Leben
Gey-Heinze erhielt eine künstlerische Ausbildung bei Otto Fischer in Dresden. Zunächst widmete sie sich Pastellbildnissen, aber erst ihre Radierungen, Lithografien und Exlibrisarbeiten machten sie überregional bekannt. Ihre Werke wurden auf den Dresdner (Kunst-)Ausstellungen 1901, 1904, 1906 und 1908 gezeigt. Weiterhin war sie auf der Großen Berliner Kunstausstellung 1905 und der 1. Graphischen Ausstellung des Deutschen Künstlerbundes 1907 in Leipzig vertreten. Die Zeitschrift für bildende Kunst veröffentlichte in den Ausgaben 17 und 19 ihre Radierungen Frühling und Meerschweinchen. Marie Gey-Heinze war mit dem Leipziger Arzt Paul Heinze verheiratet.
Marie Gey-Heinze kam 1908 im Alter von 26 Jahren durch einen Pistolenschuss an ihrem Wohnort Oetzsch (heute Markkleeberg-Mitte) ums Leben. Der Kunstverein Leipzig zeigte kurz nach ihrem Tod ihren gesamten Nachlass in einer Ausstellung. Ein zeitgenössischer Kommentar lautete, „daß mit ihr eine begabte und entwicklungsfähige Künstlerin dahingegangen ist.“

## Marie-Gey-Brunnen

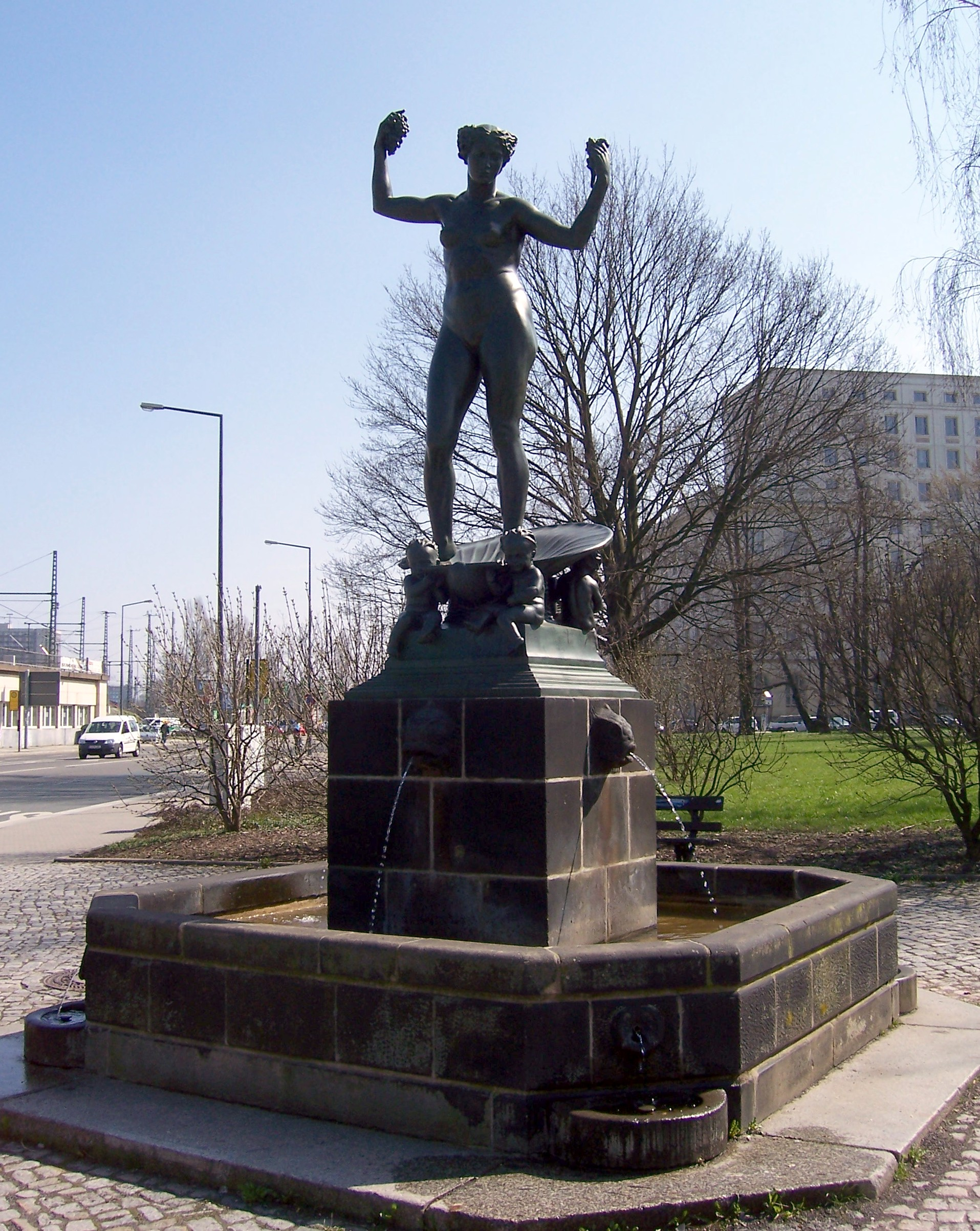
Marie-Gey-Brunnen in Dresden

Der Marie-Gey-Brunnen, auch Marienbrunnen genannt, wurde von 1908 bis 1910 vom Bildhauer Georg Wrba geschaffen und ist seit 1911 in Betrieb. In der Mitte des achteckigen Sandsteinbeckens steht auf einem viereckigen Sockel in einer Muschelschale eine nackte Aphrodite-Figur aus Bronze, die von vier auf dem Sockel sitzenden Putten gestützt wird. Die Figur hält Weintrauben in den erhobenen Händen. Vier Fischköpfe an den Seiten des Sockels dienen als Wasserspeier. Auf der Rückseite des Brunnens befindet sich ein Relief, das die Künstlerin Marie Gey-Heinze zeigt.
Für die Brunnenfigur soll der Literatur zufolge die (erste) Ehefrau des Dresdner Malers Otto Westphal Modell gestanden haben.
Der Brunnen wurde vom Ehemann Marie Gey-Heinzes nach ihrem Tod gestiftet. Während der Brunnen ursprünglich mit Trinkwasser versorgt wurde, erhielt er im Zuge seiner Sanierung 2000/2001 eine Wasserumwälzanlage. Vier kleine Außenbecken dienen als Hundetränken und werden durch Überläufe aus dem Hauptbecken gespeist. Der Marie-Gey-Brunnen befindet sich am Friedrich-List-Platz in unmittelbarer Nähe des Hauptbahnhofes in der Dresdner Südvorstadt (→Karte).

## Werke (Auswahl)

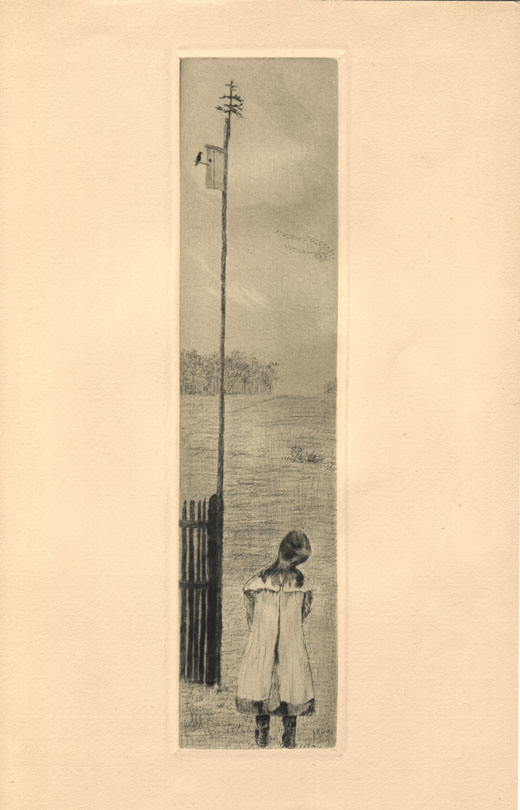
Marie Gey-Heinze: Frühling (Radierung)

- Ebereschenblätter, Druckgrafik 1902
- William Marshall: Neue Spaziergänge eines Naturforschers. Seemann, Leipzig 1907. (Zeichnungen von Marie Gey-Heinze.)
- Wilhelm Bölsche: Was ist die Natur. Georg Bondi, Berlin 1907. (Illustrationen von Marie Gey-Heinze.)
- Wilhelm Bölsche: Tierbuch. Georg Bondi, Berlin 1908. (Umschlagillustration und Vignetten von Marie Gey-Heinze.)
- Hans Weicker: Kiautschou. Das deutsche Schutzgebiet in Ostasien. Alfred Schall, Berlin 1908. (Federzeichnungen, Initialen und Vignetten von Marie Gey-Heinze.)
- Wilhelm Bölsche: Auf dem Menschenstern: Gedanken zu Natur und Kunst. Reissner, 1909. (Vignette von Marie Gey-Heinze)